# Albert Pesendorfer
Albert Pesendorfer (* 21. Juni 1967 in Regau) ist ein österreichischer Opernsänger (Bass) und Professor für Gesang an der Universität der Künste Berlin.

## Leben und Wirken

### Ausbildung und Opernkarriere
Pesendorfer studierte Querflöte und Gesang an der Bruckner-Universität Linz und an der Musikuniversität Wien. Meisterkurse belegte er bei Brigitte Fassbaender, Gundula Janowitz, Walter Berry und Kurt Widmer. Neben einer regen Tätigkeit als Flötist (Ensemble HALIL, ensemble aktuell unter der Leitung von Franz Welser-Möst, Landestheater Linz) unterrichtete er von 1987 bis 1997 und von 1999 bis 2002 im Oberösterreichischen Landesmusikschulwerk Querflöte und Gesang.
Von 1997 bis 1999 war Pesendorfer im Wiener Staatsopernchor engagiert. Es folgten Engagements als Solist an der Oper Erfurt (2002–2005), am Tiroler Landestheater Innsbruck (2005–2006) und an der Staatsoper Hannover (2006–2012), wo er unter anderem als Baron Ochs im Rosenkavalier, Osmin in Die Entführung aus dem Serail, Landgraf Hermann in Tannhäuser, Rocco in Fidelio, Fasolt in Das Rheingold, Hunding in Die Walküre und Hagen in der Götterdämmerung sang.
Seit 2012 ist er Mitglied der Deutschen Oper Berlin. Dort sang er bisher zum Beispiel Sarastro (Die Zauberflöte), Baron Ochs, Daland (Der fliegende Holländer), König Heinrich (Lohengrin), Gurnemanz und Titurel (Parsifal), Hans Sachs (Die Meistersinger von Nürnberg), Fasolt (Das Rheingold) und Hagen, König Marke (Tristan und Isolde), König Treff (Die Liebe zu den drei Orangen) und Hobson (Peter Grimes).
Pesendorfer stand bereits mehrmals bei Uraufführungen auf der Bühne, so 2003 an der Oper Erfurt als Lucas Cranach in Peter Aderholds Luther oder 2019 an der Deutschen Oper Berlin als Pastor Baltzer in Oceane von Detlev Glanert.
2016 gab er sein Debüt bei den Bayreuther Festspielen als Hagen der Götterdämmerung. Diese Rolle sang er auch  2018 an der Wiener Staatsoper, wo er bereits 1998 als Anabaptist in Le prophète sein Debüt hatte. An diesem Haus war er außerdem als Baron Ochs und als Hagen zu hören. 2019 debütierte er am Teatro Real in Madrid als Fasolt in Das Rheingold.
Weitere Gastspiele führten ihn unter anderem an die Hamburgische Staatsoper, die Dresdner Semperoper, die Oper Leipzig, das Aalto-Theater Essen, die Oper Köln, die Staatsoper Stuttgart, das Staatstheater Wiesbaden, Staatstheater Nürnberg, Staatstheater Darmstadt und verschiedene weitere deutsche Opernhäuser sowie an die Grazer Oper, das Landestheater Linz, die Volksoper Wien, das Opernhaus Zürich, die Vlaamse Opera Antwerpen, die Staatsoper Budapest, das Litauische Nationaltheater in Vilnius, das Neue Nationaltheater Tokio und die Opéra de Monaco.
Außerdem gastierte er bei Festspielen wie den Opernfestspielen St. Margarethen, wo er als Sparafucile in Rigoletto. und als Sarastro zu hören war. Bei den Bregenzer Festspielen stand er 2008 als Sebastian Kundrather in Kehraus um St. Stephan von Ernst Krenek, 2013/14 als Sarastro und als Zauberkönig in HK Grubers Vertonung von Geschichten aus dem Wienerwald auf der Bühne.

### Wirken als Konzert- und Liedsänger
Als Konzertsänger trat Pesendorfer bei Liederabenden und Oratorienkonzerten auf. Lied- und Konzerttourneen führten ihn zum Beispiel in den Wiener Musikverein, das Wiener Konzerthaus, die Berliner Philharmonie, das Brucknerhaus Linz sowie nach Japan und in die USA.
Sein Repertoire umfasst unter anderem die Bass-Partie in Beethovens 9. Sinfonie, die Passionen von Heinrich Schütz und Johann Sebastian Bach, von Joseph Haydn sowohl Die Schöpfung (Raphael und Adam) und Die Jahreszeiten als auch Die siebenletzten Worte unseres Erlösers am Kreuze, Mozarts Große Messe in c-Moll und das Requiem KV 626, Mendelssohns Oratorium Elias, Verdis Messa da Requiem sowie Ein Deutsches Requiem von Brahms. Beim Grant Park Music Festival in Chicago gab er 2011 als Stimme des Herrn in Franz Schmidts Das Buch mit sieben Siegeln sein USA-Debüt. Im Musikpalast Budapest übernahm er im Oratorium Die Legende der heiligen Elisabeth von Franz Liszt die Partien als Landgraf Hermann und als Kaiser Friedrich.

### Lehrtätigkeit
Seit 2015 lehrt Pesendorfer als Professor für Gesang an der Universität der Künste Berlin.

## Opernrepertoire (Auswahl)
- Aderhold: Lucas Cranach in Luther
- Beethoven: Rocco und Don Fernando in Fidelio
- Bellini: Oroveso in Norma
- Britten: Hobson in Peter Grimes
- Catalani: Stromminger in La Wally
- Glanert: Pastor Baltzer in Oceane
- Händel: Claudio in Agrippina
- Janáček: Richter in Jenůfa
- Krenek: Sebastian Kundrather in Kehraus um St. Stephan
- Lortzing: Van Bett in Zar und Zimmermann
- Monteverdi: Caronte in Orfeo
- Mozart: Leporello und Komtur in Don Giovanni
- Mozart: Sarastro in Die Zauberflöte
- Mozart: Osmin in Die Entführung aus dem Serail
- Mozart: Bartolo in Le nozze di Figaro
- Mozart: Colas in Bastien und Bastienne
- Meyerbeer: Oberpriester des Brahma in L’Africaine
- Mussorgski: Titelrolle in Boris Godunow
- Offenbach: Crespel in Hoffmanns Erzählungen
- Prokofjew: König Treff in Die Liebe zu den drei Orangen
- Puccini: Timur in Turandot
- Schreker: Lodovico Nardi in Die Gezeichneten
- Strauss: Baron Ochs in Der Rosenkavalier
- Strauss: Graf Waldner in Arabella
- Strauss: Holsteiner in Friedenstag
- Telemann: Titelrolle in Don Quichotte
- Verdi: Zaccaria in Nabucco
- Verdi: Banco in Macbeth
- Verdi: Sparafucile in Rigoletto
- Verdi: König Philipp und der Großinquisitor in Don Carlos
- Verdi: König in Aida
- Verdi: Lodovico in Otello
- Verdi: Titelrolle in Falstaff
- Wagner: Daland in Der fliegende Holländer
- Wagner: Landgraf Hermann in Tannhäuser
- Wagner: König Heinrich in Lohengrin
- Wagner: König Marke in Tristan und Isolde
- Wagner: Hans Sachs und Pogner in Die Meistersinger von Nürnberg
- Wagner: Fasolt und Fafner in Das Rheingold
- Wagner: Wotan in Das Rheingold
- Wagner: Hunding in Die Walküre
- Wagner: Alberich in Siegfried
- Wagner: Hagen in Götterdämmerung
- Wagner: Gurnemanz und Titurel in Parsifal
- Weber: Kaspar und Eremit in Der Freischütz
- Weber: Don Pantaleone in Die drei Pintos

Quellen: 